# استان اینشیری
استان اینشیری (به عربی: ولایة إینشیری) یکی از استان‌های کشور موریتانی است. استان اینشیری ۴۷٬۰۰۰ کیلومتر مربع مساحت و ۲۰٬۳۸۶ نفر جمعیت دارد.